# Herbert Nath

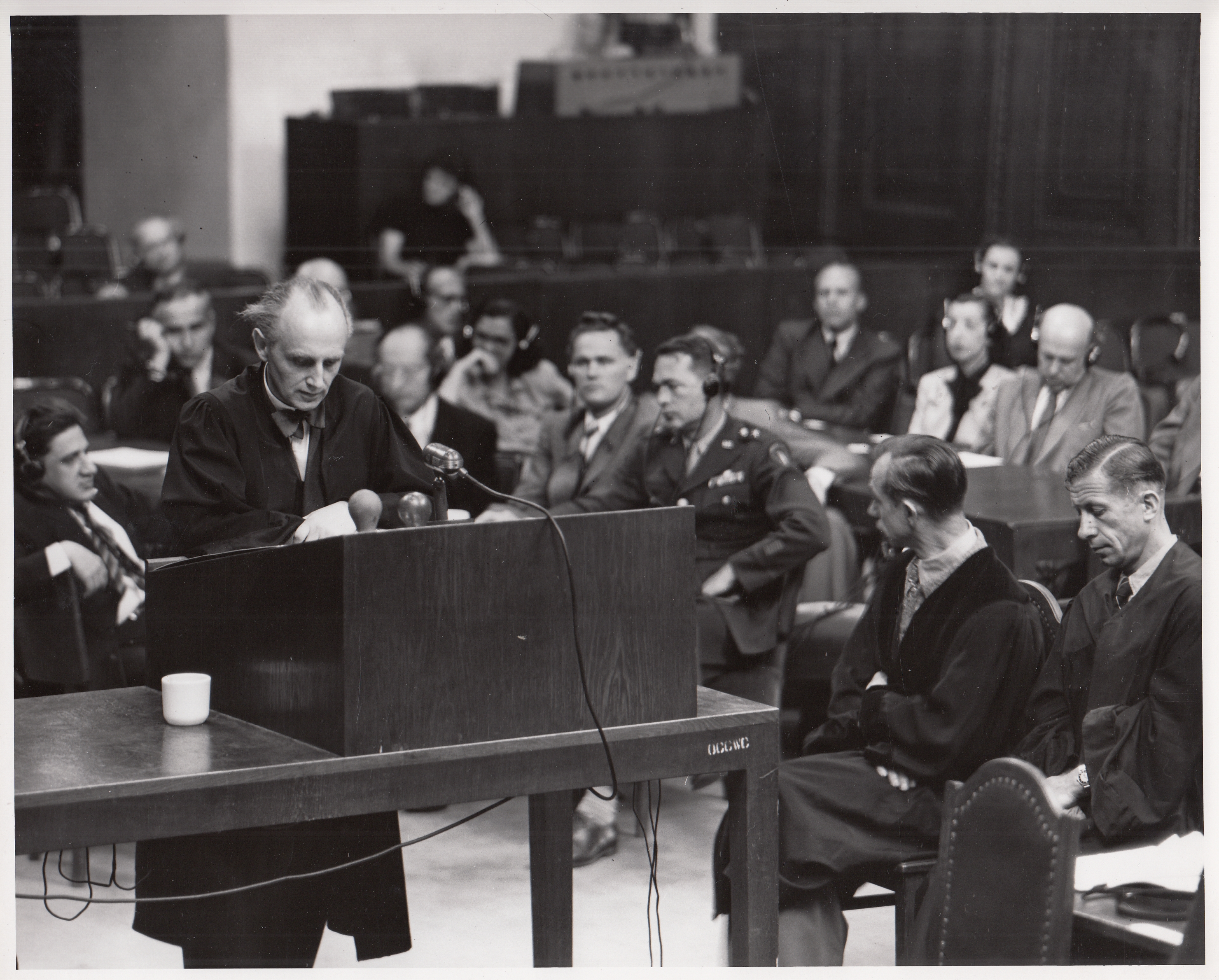
Herbert Nath während der Nachfolgeprozesse der Nürnberger Prozesse

Herbert Nath (* 1903 in Berlin; † 1980) war ein deutscher Jurist, unter anderem Verteidiger während der Nürnberger Prozesse.

## Leben
Herbert Nath trat als Stiefsohn eines in Südwestafrika dienenden Kolonialoffizier 1914 in die Kadettenanstalt Lichterfelde ein. Ab 1924 studierte er in Berlin Rechtswissenschaften. Das Studium musste er aufgrund einer Tuberkulose-Erkrankung mehrfach unterbrechen. Ende 1932 legte er das Referendarexamen ab. Bis 1936 schloss sich eine juristische Ausbildung an, die er mit der Ernennung zum Assessor beendete. 1934 promovierte er an der Universität Marburg mit dem Thema Rechte des in Unkenntnis seiner Aufrechnungsbefugnis leistenden Schuldners.
Als Enkel des Unternehmensgründers Hermann Otto hatte er 1932 die Leitung der Berliner Hermann Otto GmbH (Spezialkittfirma) in Berlin übernommen.
1937 heiratete er die Rechtsanwältin Agnes Schreiber, mit welcher er in Berlin gemeinsam eine Kanzlei eröffnete und die ihm später bei den Nachfolgeprozessen der Nürnberger Prozess als Assistentin der Verteidigung zur Seite stand.
Durch seine Vorerkrankung wurde Nath nicht in die Armee einberufen und war, nach eigenen Aussagen, der SPD nahestehend und nicht Mitglied der NSDAP, die gesamte Zeit bis zum Ende des Zweiten Weltkriegs als Strafverteidiger tätig. Nach dem Krieg zog die Familie nach Prien am Chiemsee. Beide Ehepartner arbeiten dort weiterhin als Rechtsanwälte. Über Kontakt zu Rudolf Dix erhielt er ein Mandat für den IMT und wurde dort später auch Verteidiger.
Im Flick-Prozess (Fall 5 der Nachfolgeprozesse; USA gegen Friedrich Flick et al.), welcher von Mitte April 1947 bis Ende Dezember 1947 dauerte, war er Verteidiger von Konrad Kaletsch. Kaletsch wurde in allen drei Anklagepunkten für unschuldig befunden und freigesprochen.
Im I.G.-Farben-Prozess (Fall 6 der Nachfolgeprozesse), welcher von Mitte August 1947 bis Ende Juli 1948 dauerte, war er ab 13, August 1947 als Nachfolger von Hans Laternser Verteidiger von Max Ilgner. Ilgner wurde in drei von vier Anklagepunkten für nicht schuldig befunden und zu 3 Jahren Haft verurteilt, aber bereits 1948 aus der Haft entlassen.
Im gleichen Prozess war er ab 5. Mai 1948 als Nachfolger von Günther Lummert Verteidiger von Hans Kühne. Kühne wurde freigesprochen.
1954 gründete er in München eine neue Gesellschaft, welche aus der ehemaligen Berliner Hermann Otto GmbH hervorgegangen war. Mit seinem Tod 1980 wurden die Geschäfte an seinen Sohn Herbert übergeben. Die Familie Nath ist bis heute in der Unternehmensführung aktiv.
Mit Paul Justin Schilling betrieb er eine Kanzlei, welcher auch Co-Autor bei der Veröffentlichungen war. Gemeinsam mit Gottfried Stumpf und Schilling veröffentlichte er 1950 das Formularbuch für Verträge, welches anschließend in weiteren Auflagen erschien (u. a. 12. Auflage 2009).